# Городнє (Перекопський район)
Горо́днє (до 1948 року — Таш-Кую, крим. Taş Quyu) — село Перекопського району Автономної Республіки Крим.
Розташоване на північному сході району.
Відстань від райцентру до населеного пункта становить 24 кілометрів по прямій.

## Географія
У селі бере початок річка Самарчик.